# The Chain
The Chain – piosenka brytyjsko-amerykańskiego zespołu rockowego Fleetwood Mac wydana na albumie Rumours w 1977 roku. Jest jedynym utworem na albumie napisanym przez pięciu członków zespołu (Stevie Nicks, Lindseya Buckinghama, Christine McVie, Johna McVie i Micka Fleetwooda). Zespół Evanescence nagrał cover utworu i przy nakładzie wytwórni BMG został wydany jako singiel 22 listopada 2019 w formacie digital download.

## Tło
Cover piosenki pojawia się w zwiastunie premierowym gry wideo Gears 5, szóstej części serii Gears of War. Jednak w coverze brakuje sekcji instrumentalnej. Amy Lee, główna wokalistka Evanescence powiedziała:

„Ten cover był świetny do zrobienia. Uwielbiamy Fleetwood Mac i chcieliśmy namalować mroczny i epicki obraz z naszym podejściem do „The Chain”. Tekst sprawia, że czuję siłę, by stanąć razem przeciwko wielkim siłom, które próbują nas rozdzielić, być może nawet od wewnątrz. Naprawdę chciałam zapędzić to do domu w naszej wersji, a nawet sprawiłam, że wszyscy w zespole zaśpiewali pod koniec! Jesteśmy niezmiernie podekscytowani, mogąc podzielić się tym z naszymi fanami i naprawdę nie mogę się doczekać, aby zagrać to na żywo.”.

## Teledysk
Oficjalny teledysk towarzyszący wydaniu „The Chain” został po raz pierwszy opublikowany na YouTube 9 stycznia 2020 roku.

## Lista utworów
- Digital download

1. „The Chain” (From „Gears 5") – 4:12

## Notowania
| Lista (2019-20)                              | Najwyższa pozycja |
| -------------------------------------------- | ----------------- |
| Czechy (Modern Rock)                         | 16                |
| Szkocja (OCC)                                | 61                |
| Wielka Brytania UK Download Chart (OCC)      | 53                |
| USA Hot Digital Songs (Billboard)            | 20                |
| USA Hot Rock & Alternative Songs (Billboard) | 9                 |
| USA Mainstream Rock Songs (Billboard)        | 36                |